# Hypericum dubium
Hypericum dubium är en johannesörtsväxtart som beskrevs av Johann Georg Daniel Leers. Hypericum dubium ingår i släktet johannesörter, och familjen johannesörtsväxter. Inga underarter finns listade i Catalogue of Life.